# Villa Barbaro
Pour les articles homonymes, voir Barbaro et Volpi.
La villa Barbaro dite villa Volpi est une villa veneta conçue par l'architecte Andrea Palladio entre 1550 et 1560 pour les frères Barbaro à Maser, commune italienne de la province de Trévise en Vénétie.

## Historique et esthétique
La villa est à l'origine un ancien palazzo médiéval, propriété familiale de Daniel Barbaro, patriarche d'Aquilée, et de son frère Marcantonio, ambassadeur de la république de Venise. En 1554, Daniel Barbaro, féru d'architecture, travaille avec Palladio à la traduction et à l'édition critique du traité d'architecture de Vitruve. On doit aux deux frères l'introduction en Vénétie de l'œuvre de l'architecte de Vicence.
Bien que la villa se rapproche plus du modèle de résidences romaines comme la villa Giulia ou la villa d'Este que de la typologie des ville-fattoria (les fermes-villas) du Triveneto, Palladio va ici, sous la direction bien affirmée et l'imaginaire parfois fantaisiste de son commanditaire, apporter une innovation qui fera date : le rattachement des barchesse (les dépendances) dans l'alignement de la maison de maître. Cette solution est sans doute dictée à Palladio par l'orographie du terrain qui aurait imposé des terrassements importants (et donc coûteux) pour respecter la disposition traditionnelle et le sens de la pente.

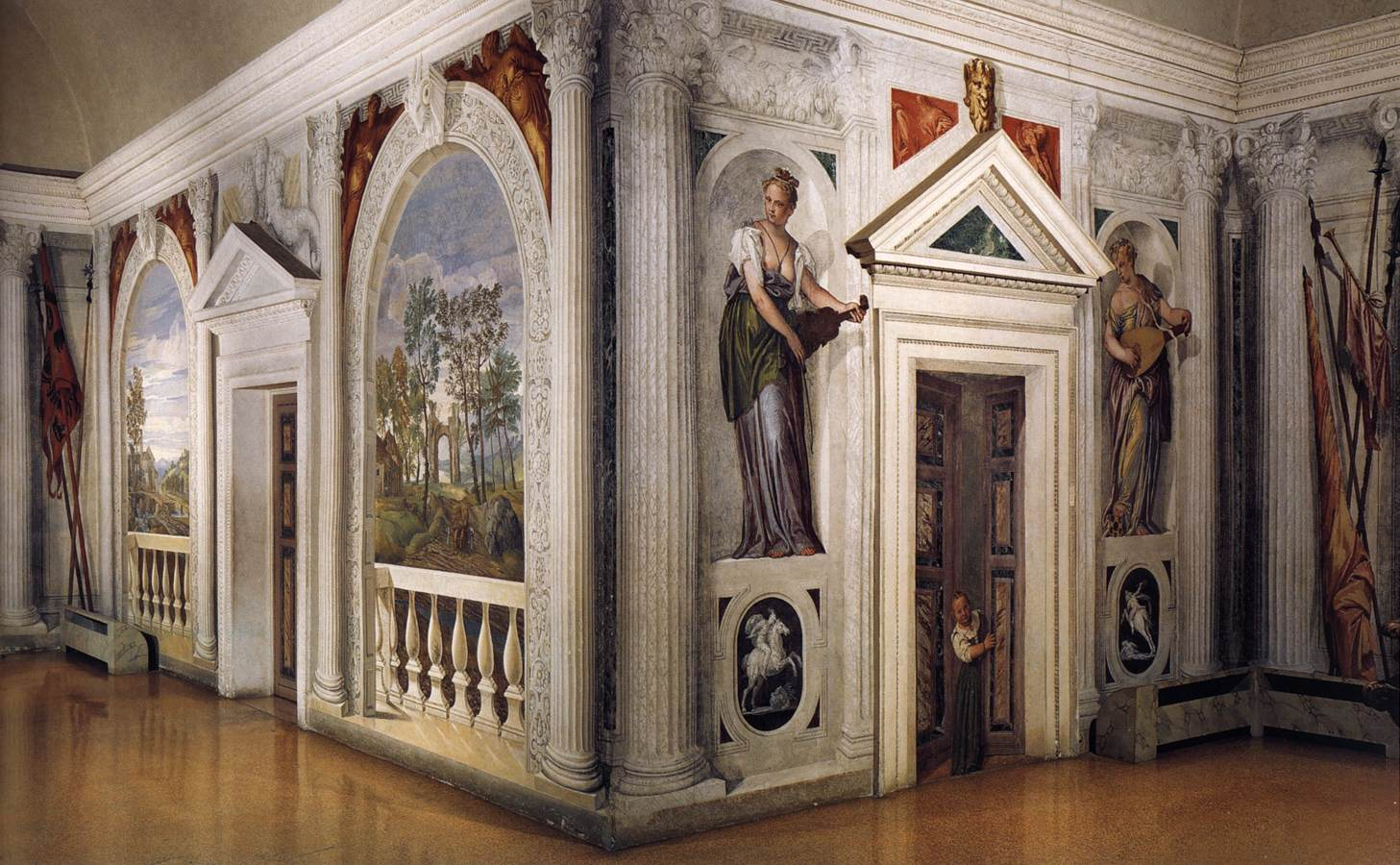
Salle Cruciforme
décorée par Véronèse

Cette œuvre va bénéficier de la conjonction de ces deux fortes personnalités avec celle de Paul Véronèse, appelé pour en inventer le décor et qui réalise là, en 1559-1560, ce qui est considéré comme le plus accompli des cycles de fresques du XVIe siècle dans le Veneto. L'art de l'illusion de Veronese ici superposé à la conception palladienne de l'espace ont même pu faire penser à une éventuelle opposition entre le peintre et l'architecte, ce que confirmerait peut-être le silence de Palladio dans la note qu'il consacre à la villa dans les Quattro Libri quant à la participation de Veronese. D'autres artistes comme Alessandro Vittoria, brillant élève du Sansovino, interviennent également dans la décoration des salles.
Palladio, se réclamant de l'hydraulique romaine antique, crée, à partir d'un nymphée creusé dans le bas de la colline, un système sophistiqué permettant l'approvisionnement en eau de la villa, des dépendances, des jardins et des cultures alentour. Un tempietto (petit temple), un peu à l'écart, vient compléter l'ensemble.
D'héritage en héritage, la villa revint aux Manin. Ludovico Manin, dernier doge de la république de Venise, installé à la villa Manin la vendit et la maison sortit de la famille. Elle est aujourd'hui au centre d'un domaine viticole qui produit un vin DOC, le Villa Maser. La villa et le centre historique de la ville de Vicence ont été inscrits sur la liste du patrimoine mondial de l'UNESCO en 1994, avec une extension deux années plus tard.

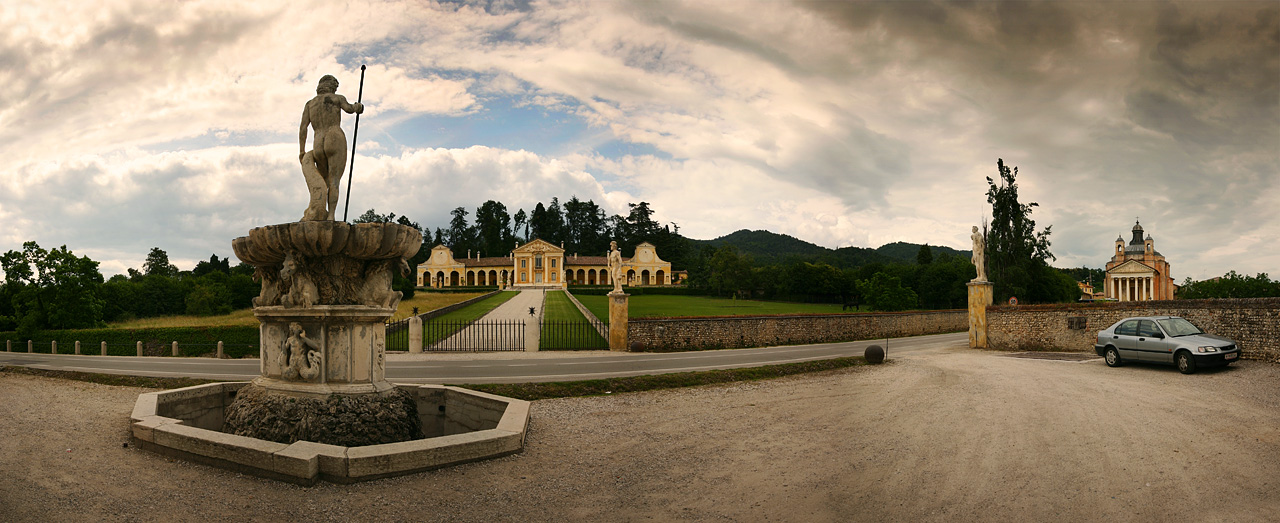
La villa Barbaro et le tempietto.

### La villa

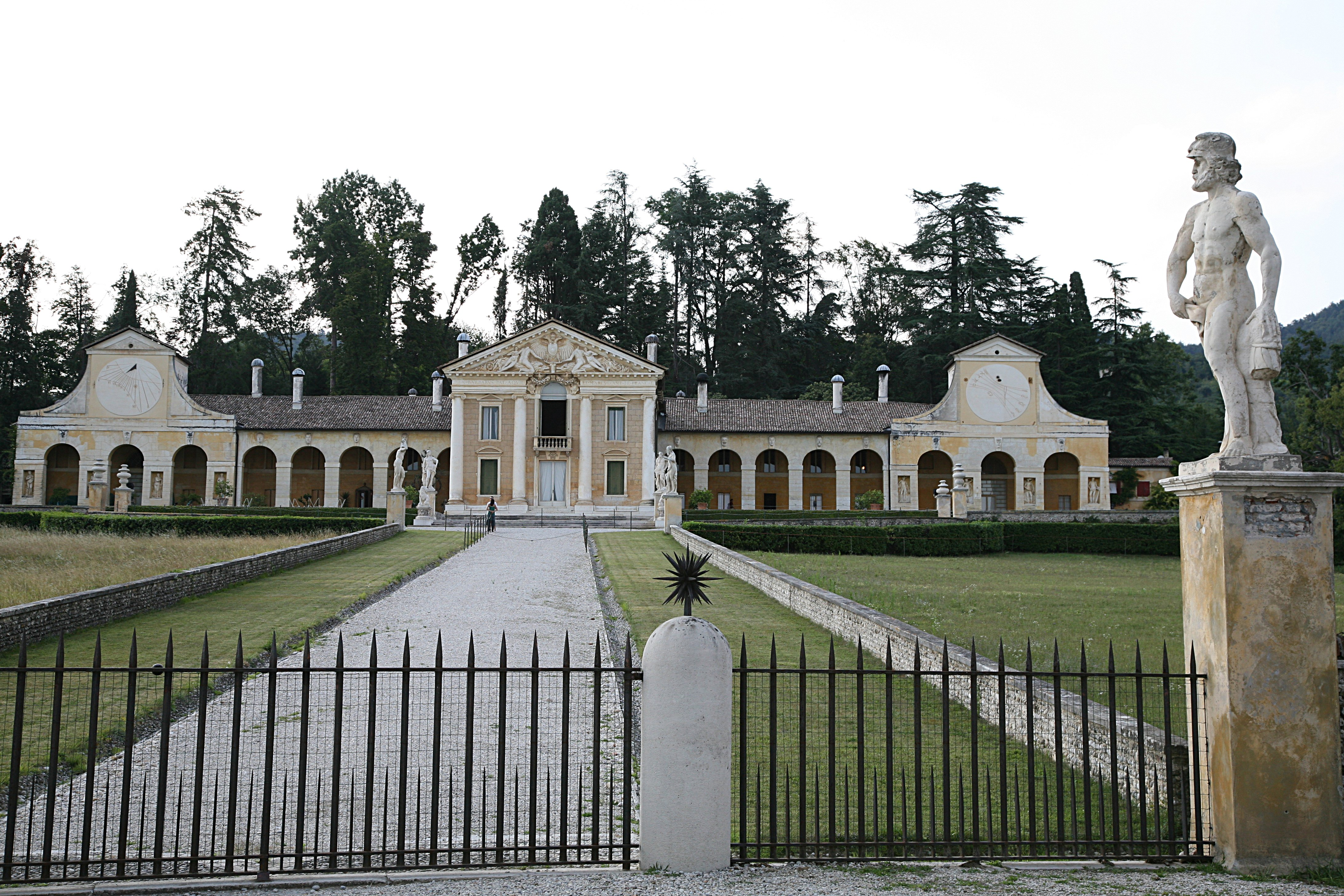
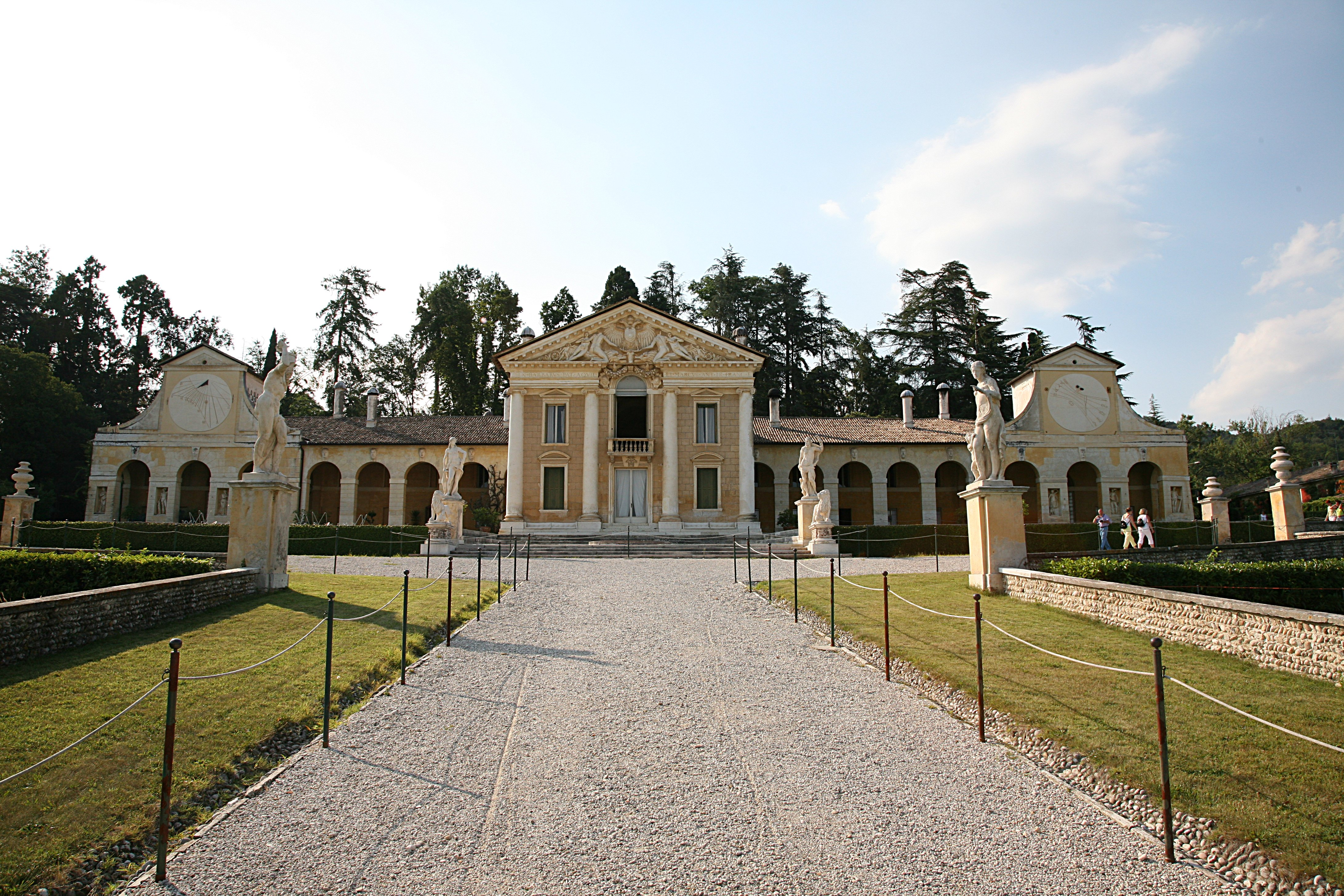
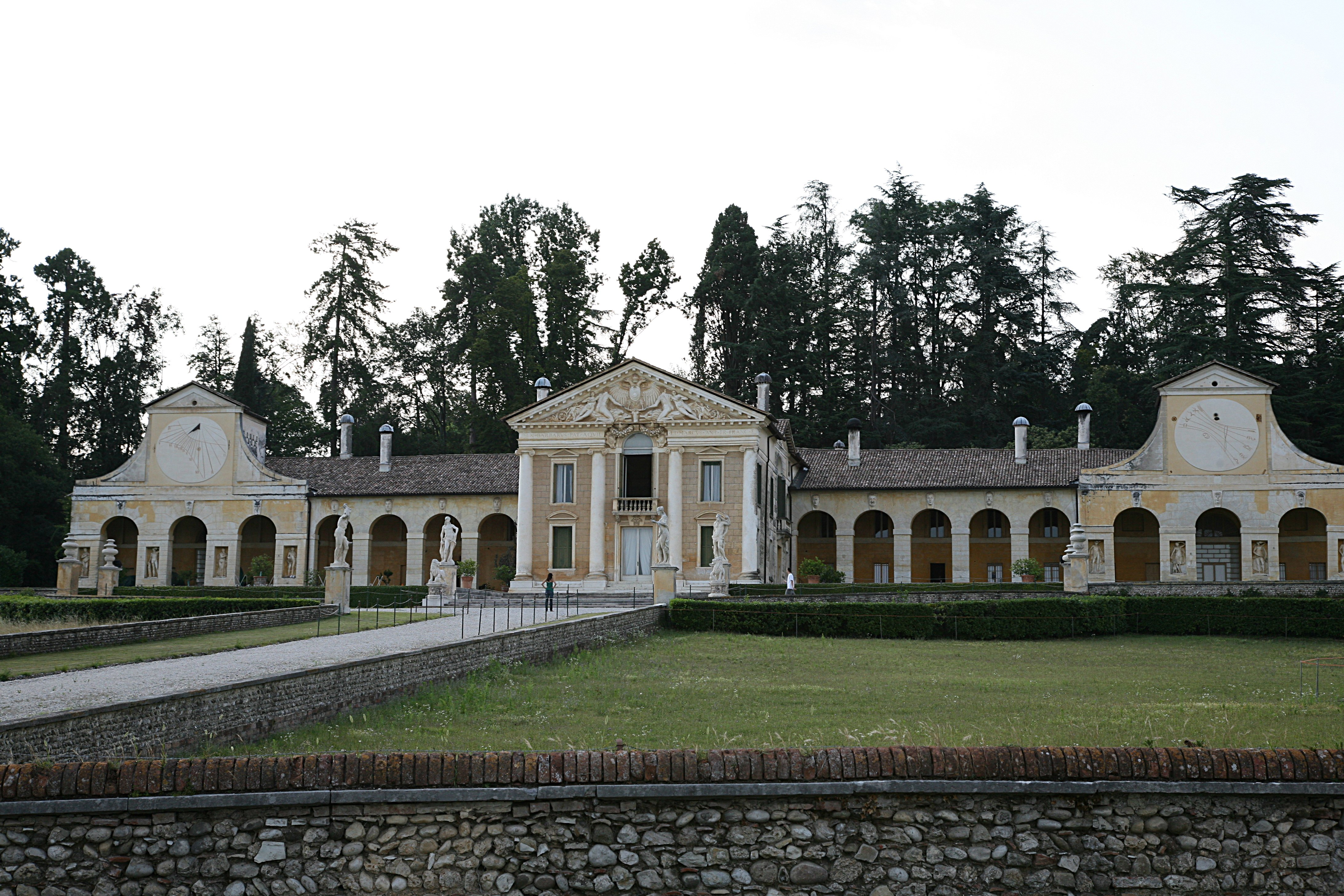
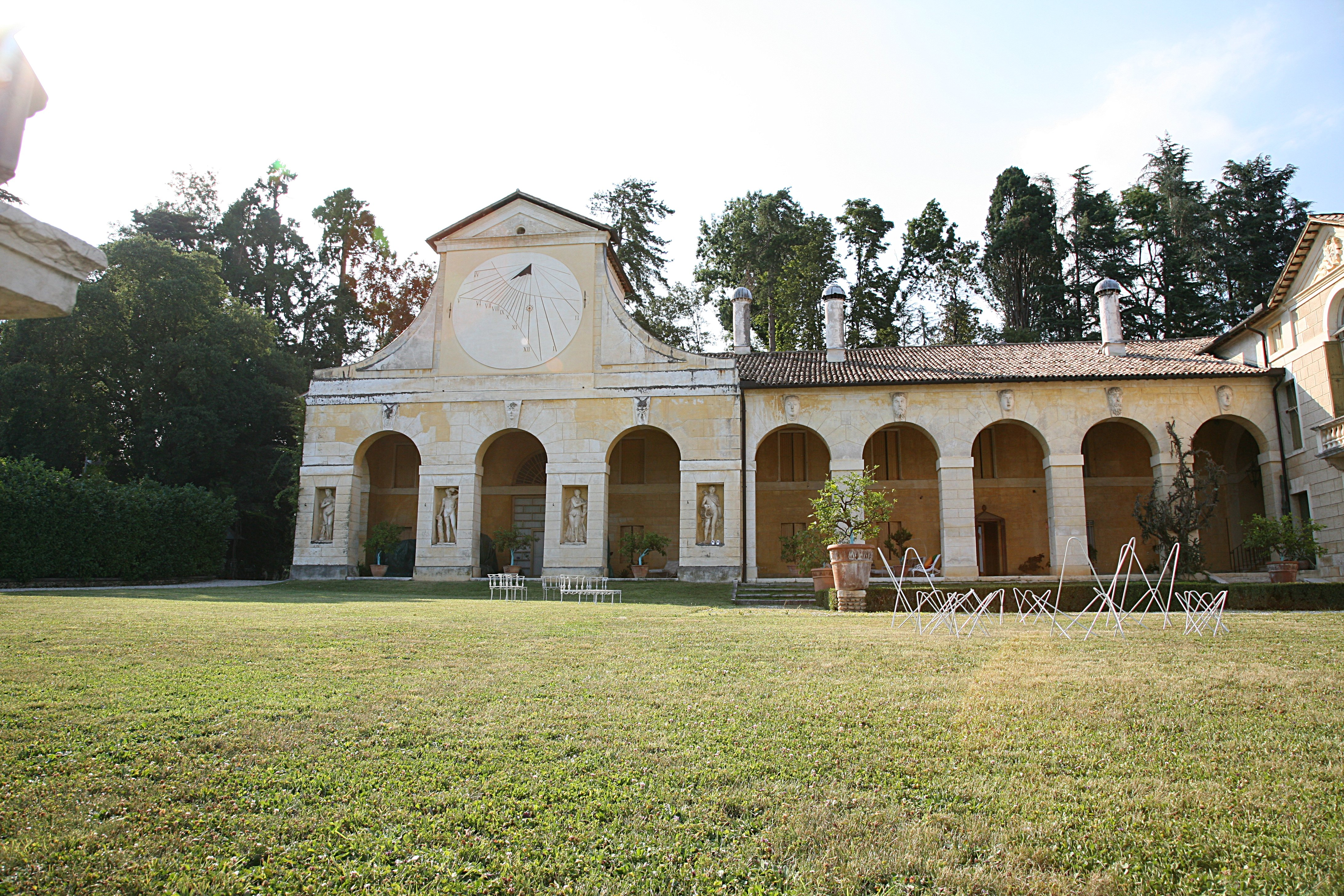
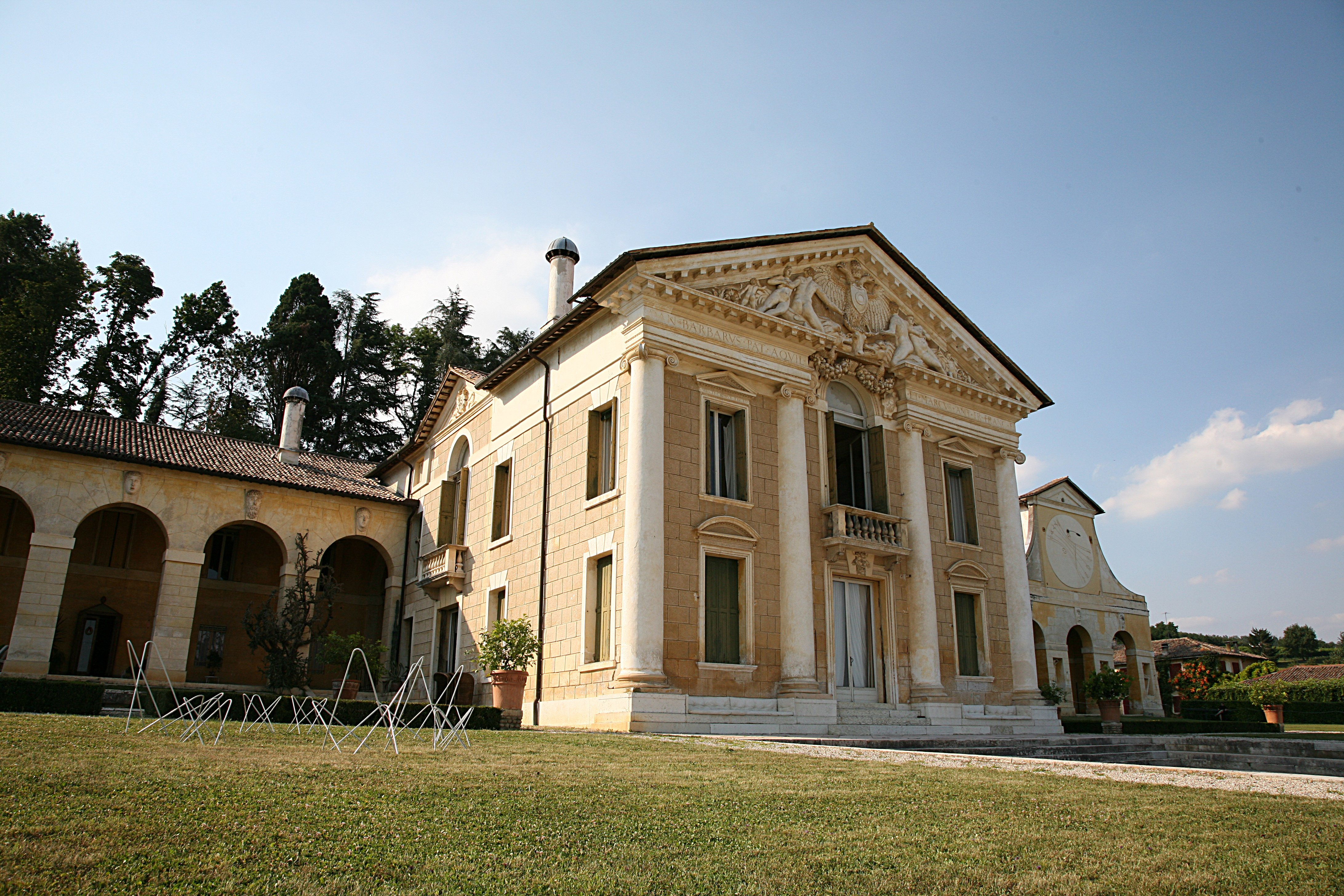
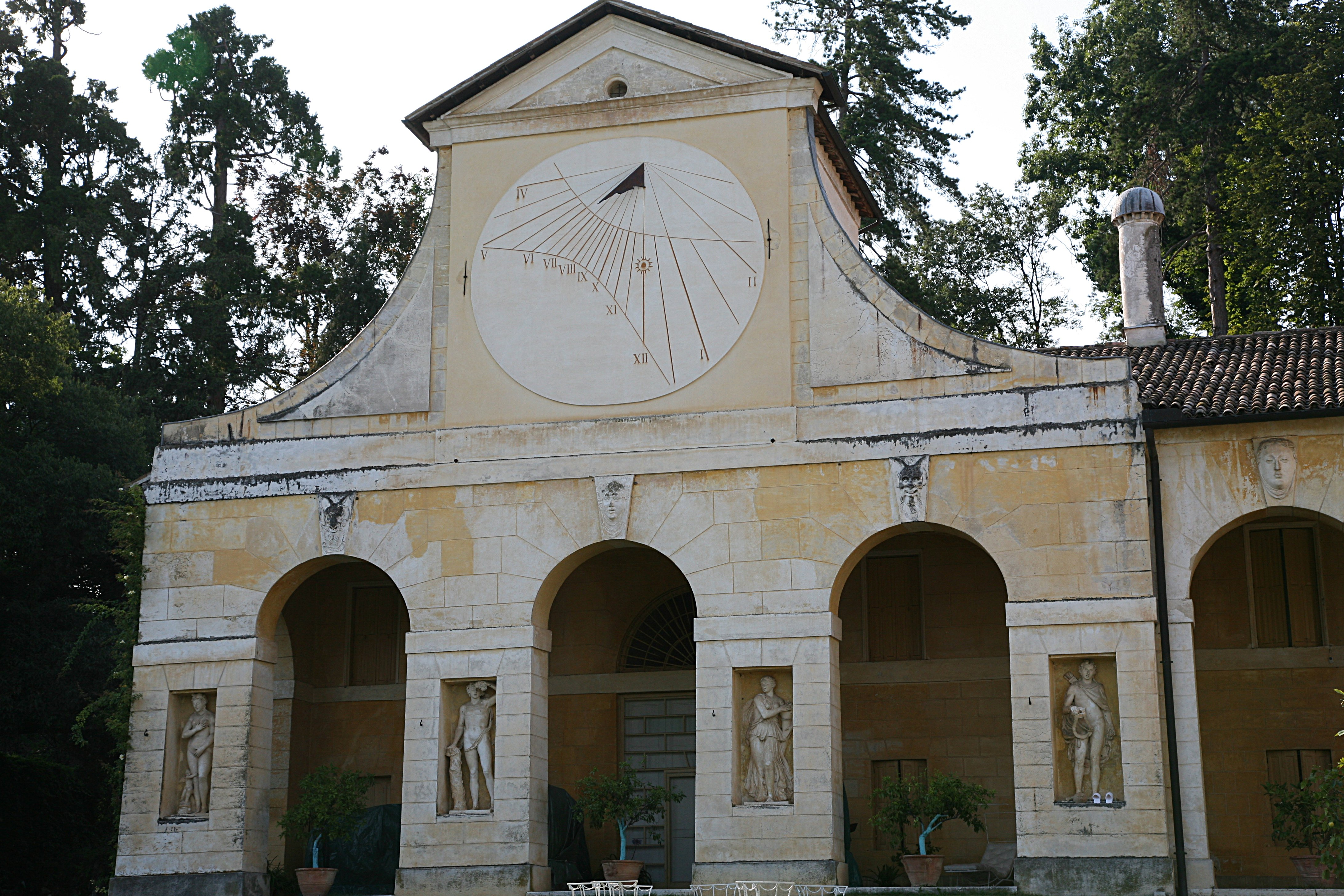
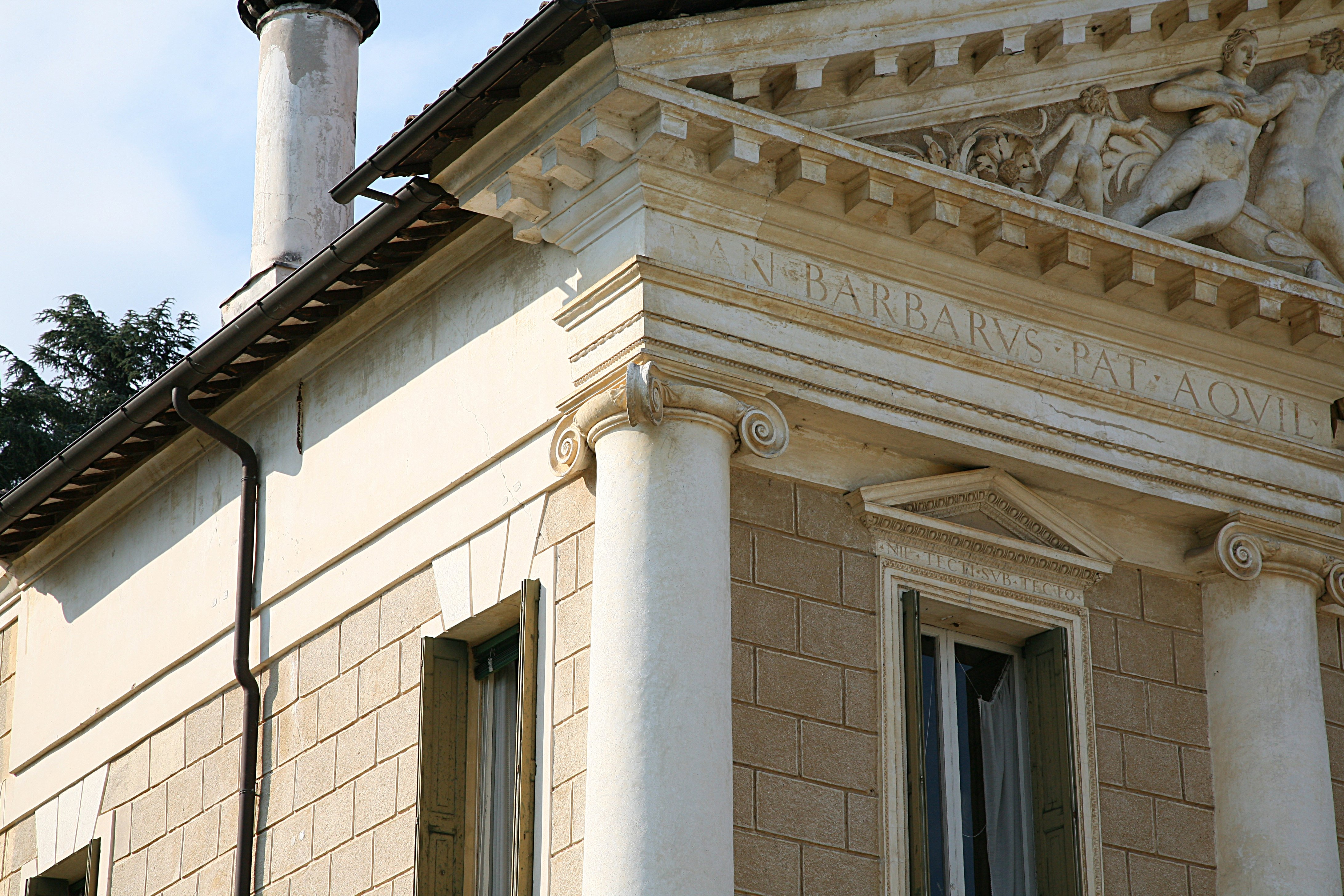
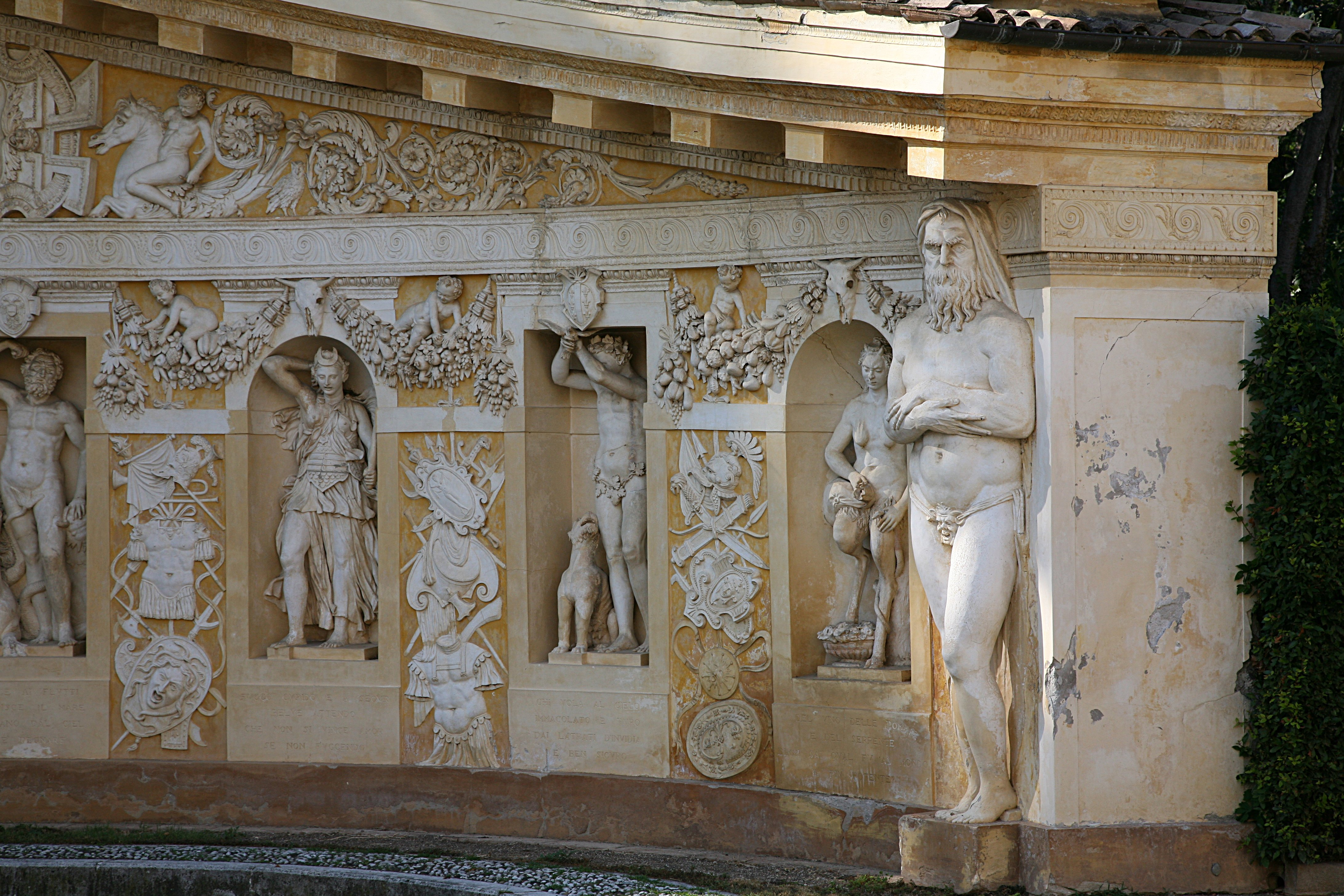

### Le ninfeo

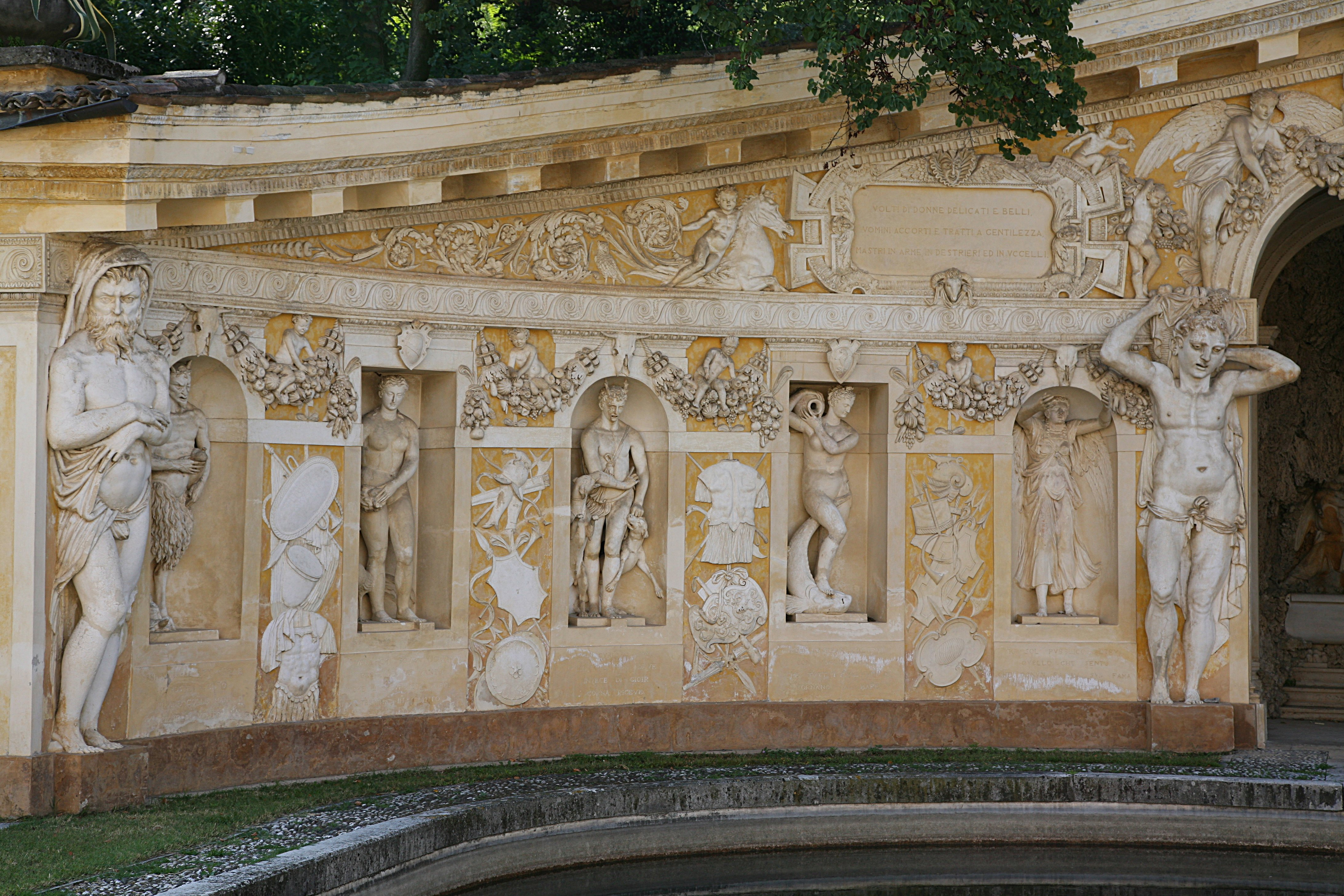
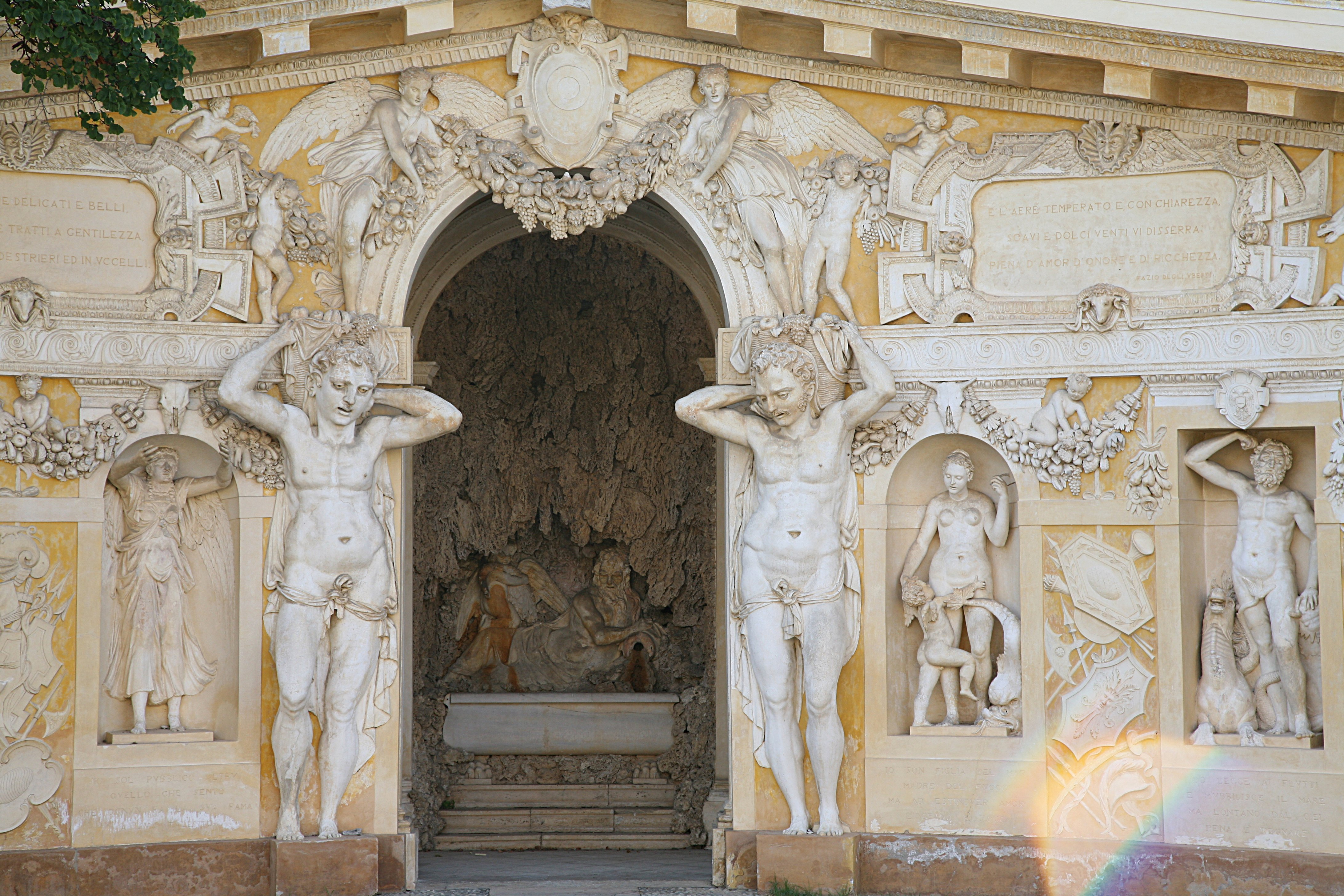
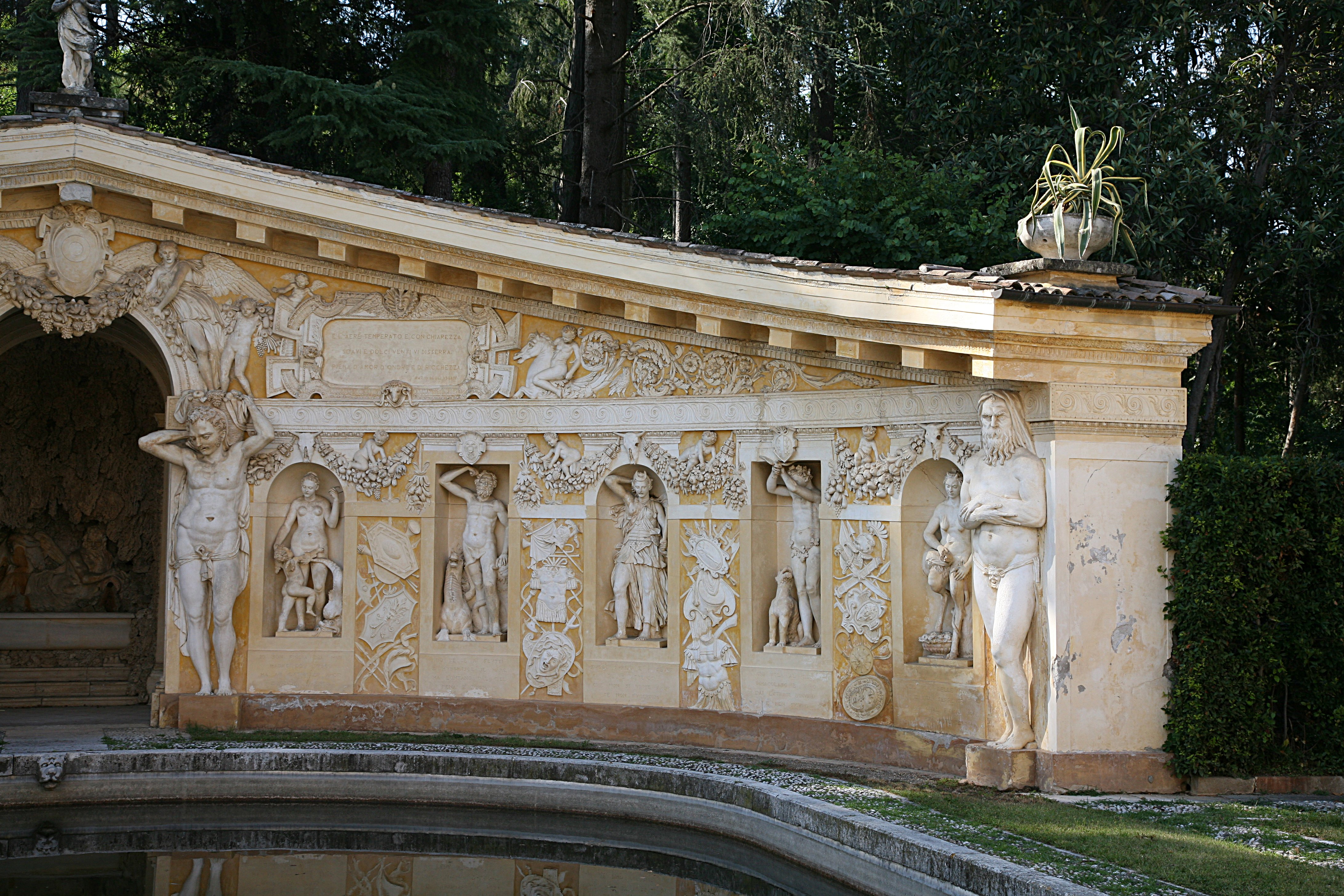
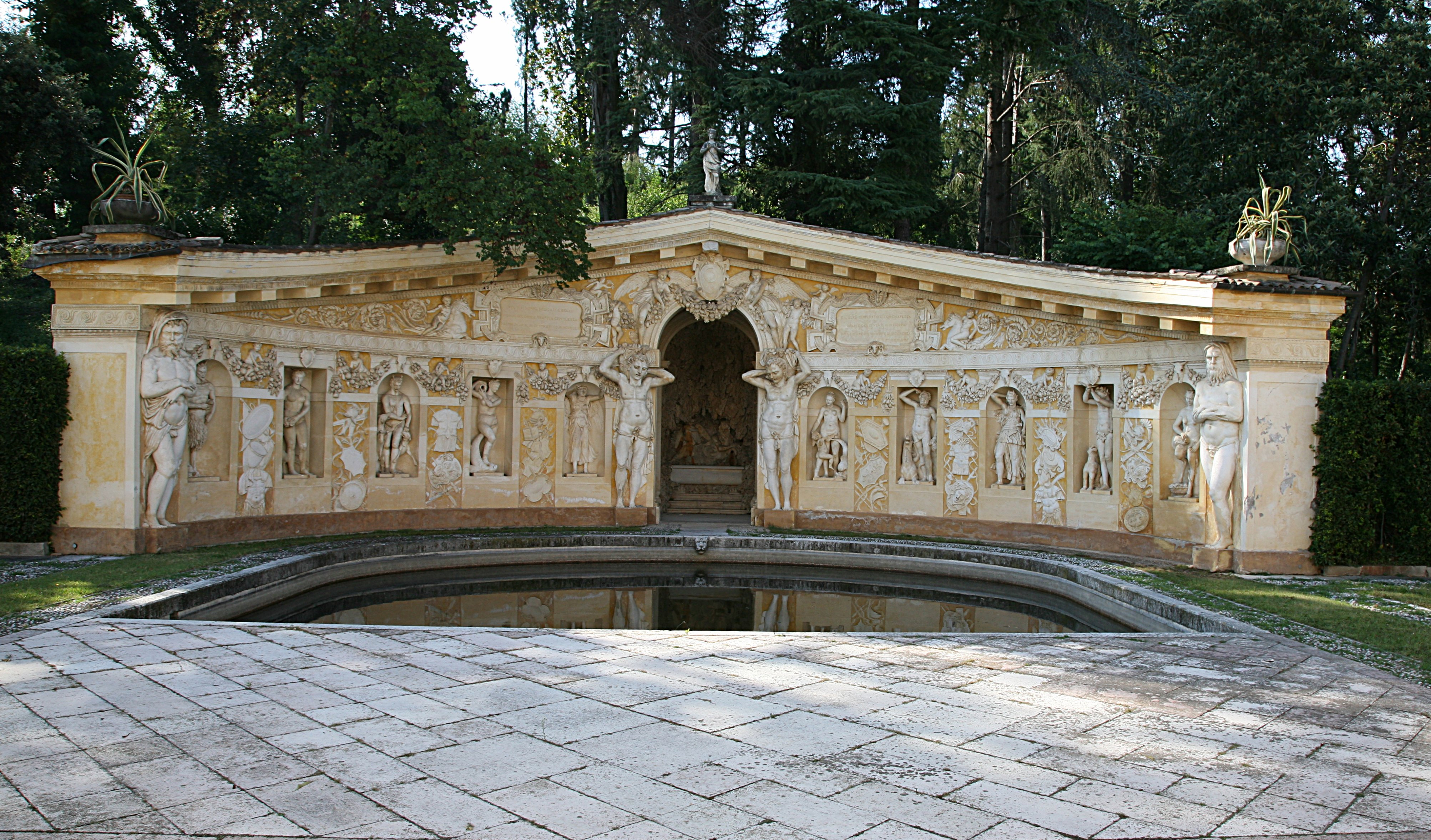

### Le tempietto

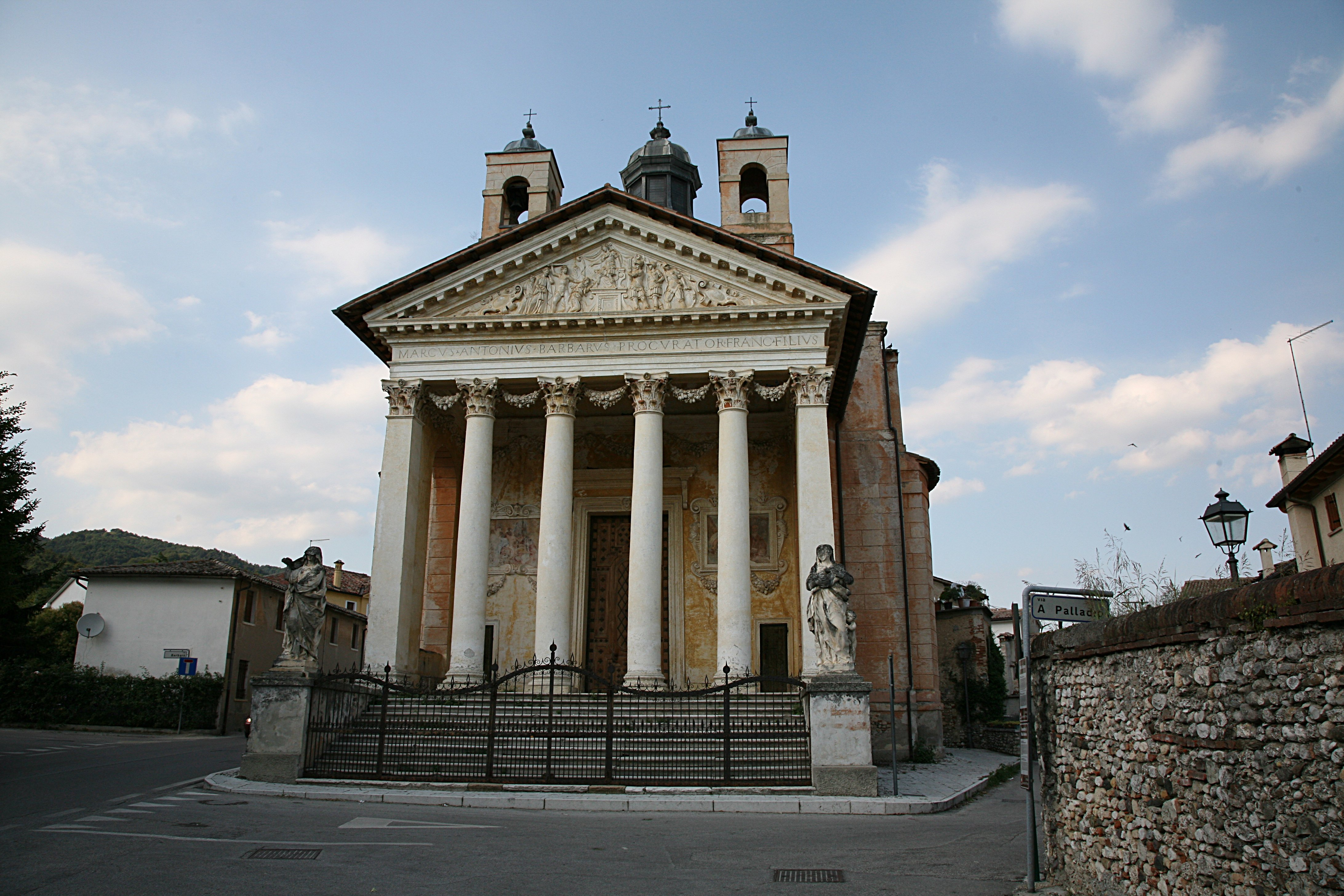
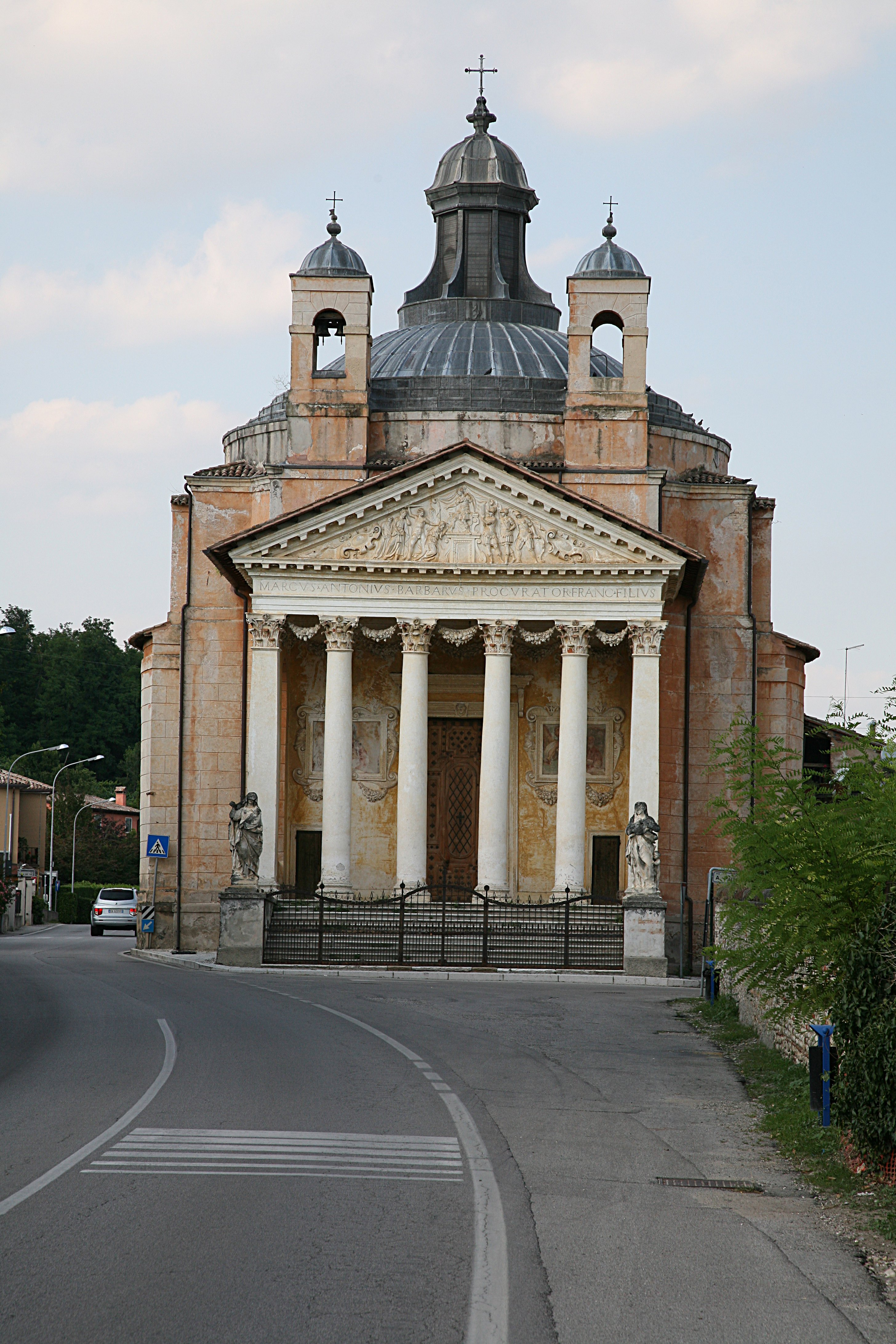
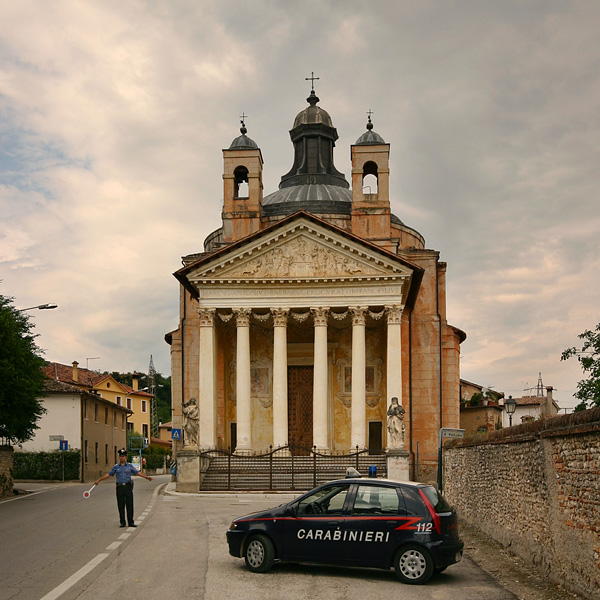
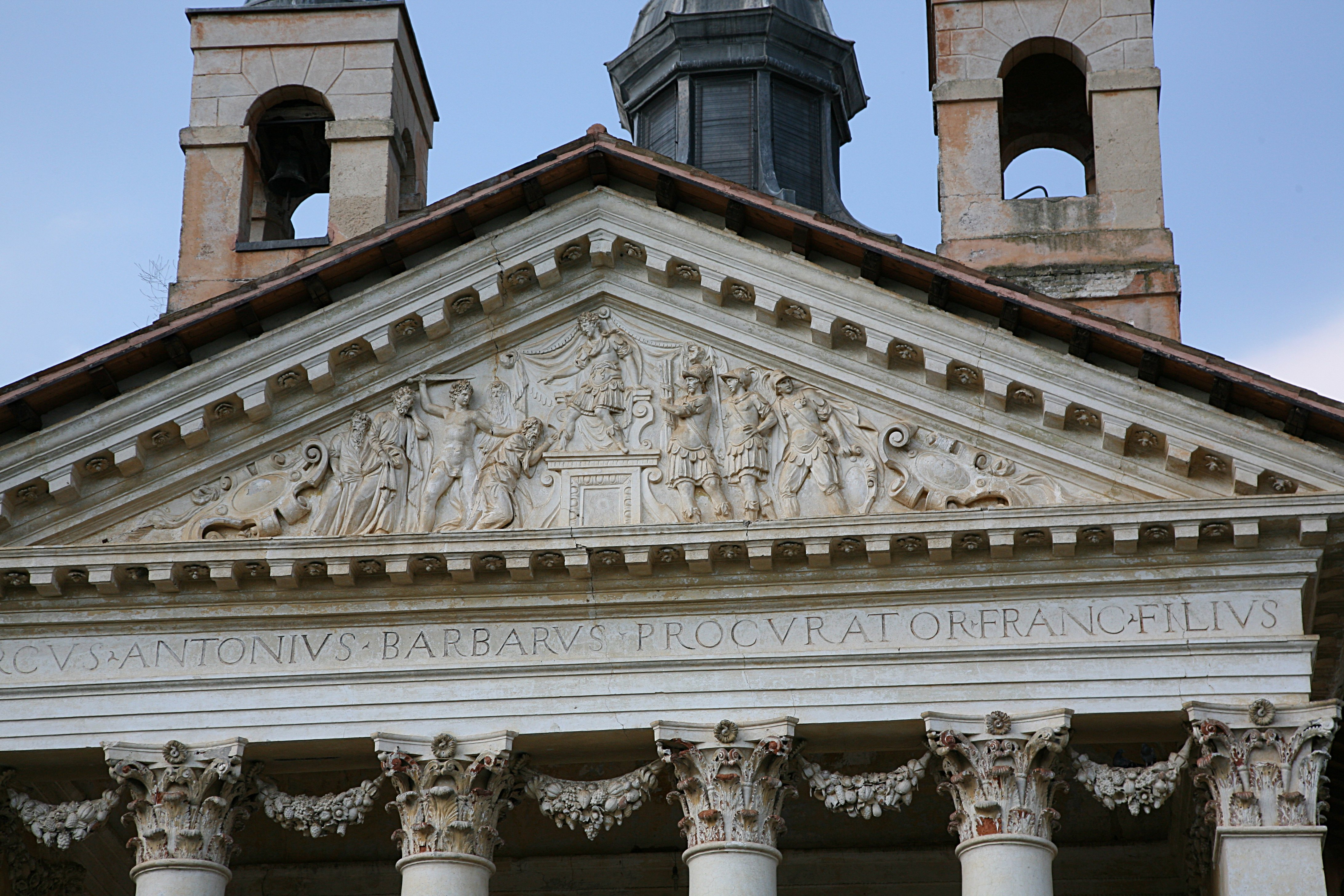

## Galerie photographique

### Intérieur de la villa

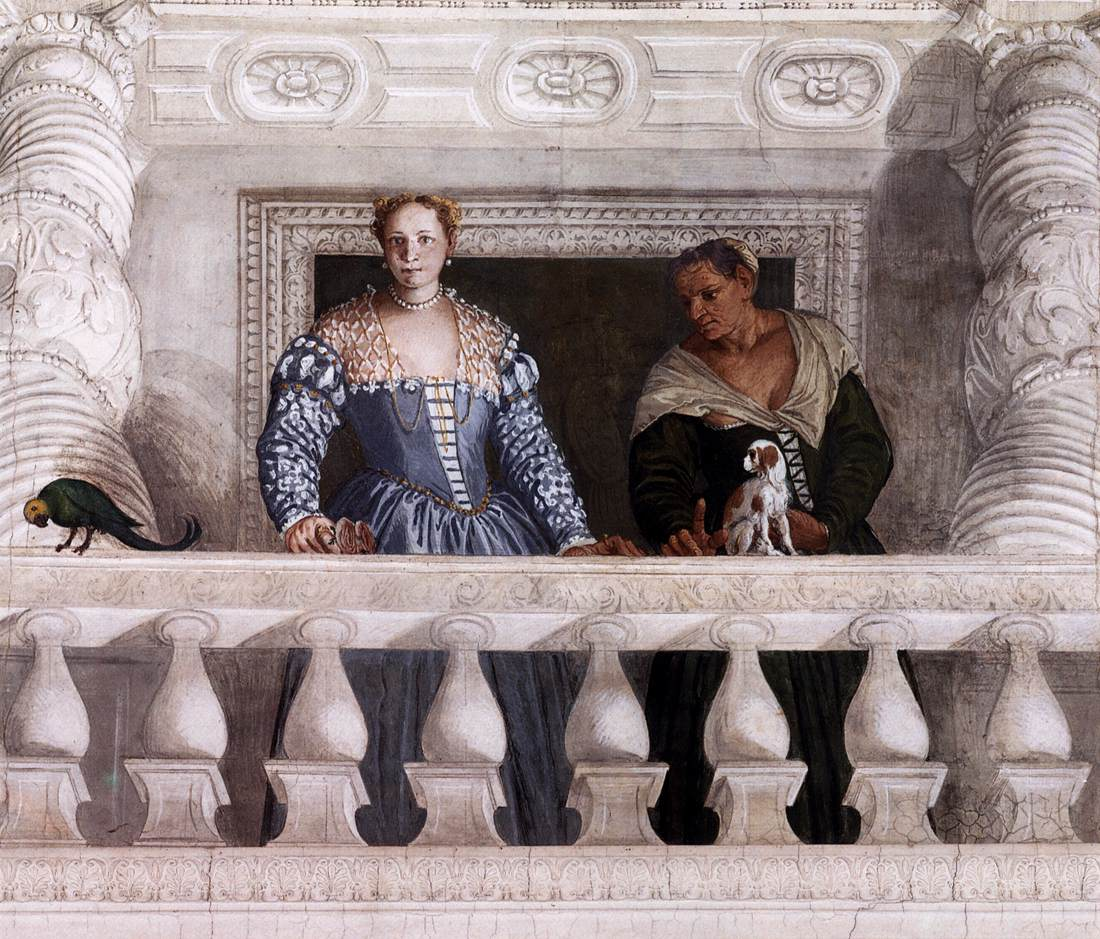
Paolo Véronèse, Figures sur le parapet, salle de l'Olympe